# Dies Irae (Adbusting-Kollektiv)
Dies Irae ist ein anonymes Adbusting-Kollektiv, das seit 2013 deutschlandweit mit Plakataktionen im Guerillamarketing-Stil Aufmerksamkeit weckt. Bekannt ist das Kollektiv für seine Adbusting-Aktionen, bei denen es Werbeflächen im öffentlichen Raum verändert oder mit nicht autorisierten Plakaten bespielt. Die Werke von Dies Irae behandeln aktuelle gesellschaftliche Themen und arbeiten häufig mit Mitteln der Satire.

## Name
Der Name des Kollektivs „Dies Irae“ ist lateinisch und bedeutet „Tag des Zorns“. Die Wörter „Dies irae“ sind der Anfang eines mittelalterlichen Hymnus über das Jüngste Gericht.

## Arbeitsweise
Für ihre Adbusting-Aktionen im Guerilla-Marketing-Stil manipuliert Dies Irae Werbeflächen im öffentlichen Raum. Bei manchen der Aktionen überklebt oder übermalt das Kollektiv Teile von Werbeflächen, um die Werbebotschaft zu verkehren oder den manipulierenden Charakter einer Werbeaussage aufzudecken.
Bei anderen Aktionen schraubt Dies Irae City-Light-Werbeflächen auf und überhängt die Werbemotive mit eigenen nicht autorisierten Plakaten. Dabei entwendet und zerstört das Kollektiv kein Eigentum. Zum Aufschließen der Werbeflächen verwendet das Kollektiv sowohl handelsübliches Werkzeug wie Rohrsteckschlüssel als auch speziell angefertigte Werkzeuge. Für die nicht autorisierten Aktionen kleidet sich Dies Irae in der Regel in Warnwesten, um sich als autorisiertes Personal zu tarnen. Die Plakate sind häufig nur wenige Stunden zu sehen, bevor sie von den Werbeunternehmen oder der Polizei entfernt werden.

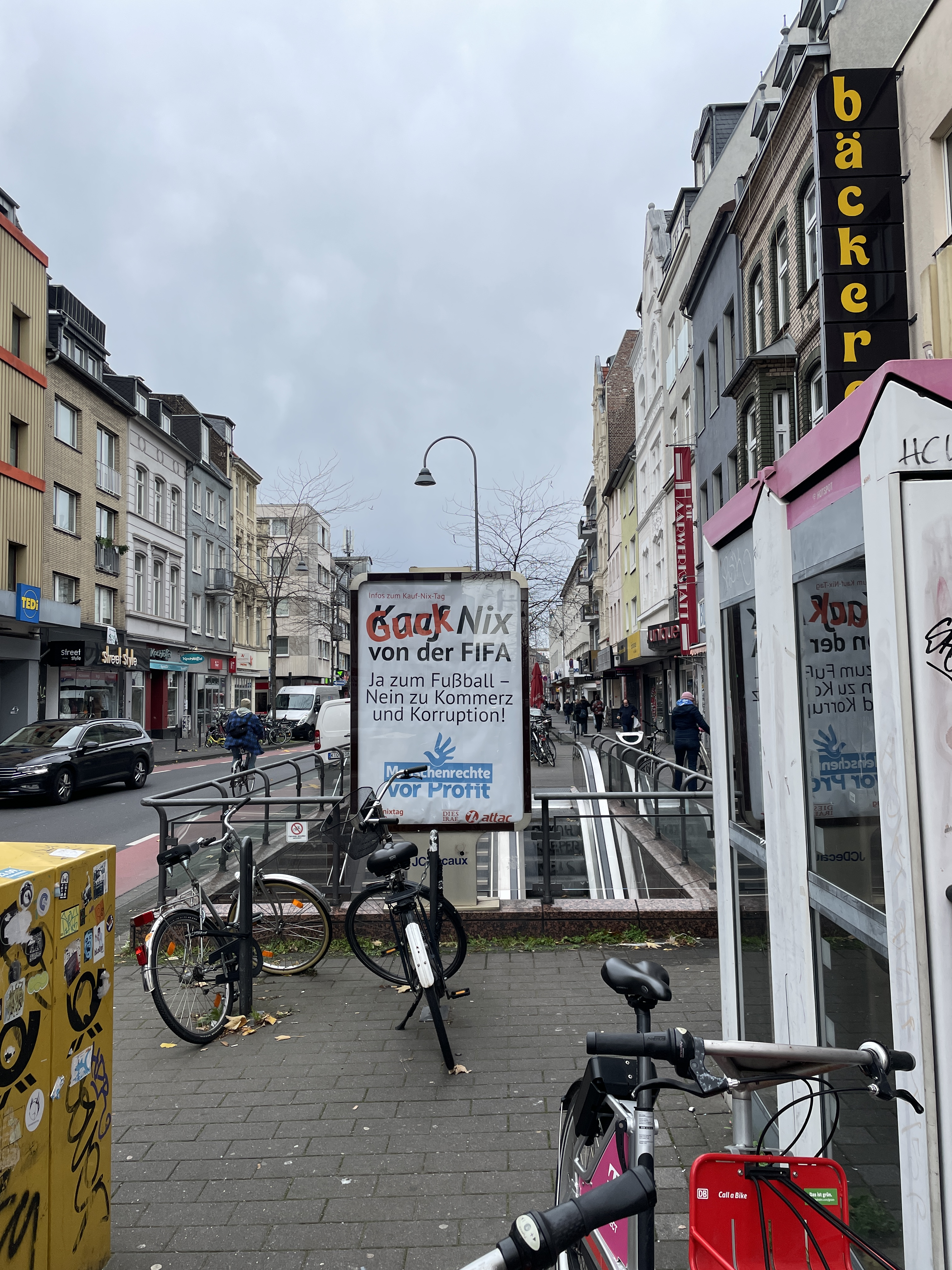
Straßenszene in Köln mit einem Plakat von Dies Irae über Korruption beim Fußball-Weltverband FIFA, 2022

Inhaltlich arbeitet Dies Irae in der Regel mit Mitteln der Satire oder der Persiflage. Teilweise gestaltet das Kollektiv dabei originäre Motive zu von dem Kollektiv als gesellschaftlich relevant angesehenen Themen. Andere Male wandelt das Kollektiv bereits bestehende Werbeplakate inhaltlich und gestalterisch ab.

„Die Adbuster*innen von Dies Irae (lat. Tag des Zorns) kritisieren mit ihren Plakat-Interventionen immer wieder die kommerzielle Nutzung des öffentlichen Raums durch Außenwerbung. Dabei werden Werbevitrinen mit einem einfachen Universalschlüssel aus dem Baumarkt geöffnet und Plakate ausgetauscht. Statt Konsumbotschaften werden gesellschaftsrelevante Impule  in der Stadt sichtbar. Durch die professionelle Anbringung wirken die Interventionen wie autorisierte Werbeplakate, wobei die politischen Inhalte häufig für Irritationen auf der Straße sorgen.“

„Das Plakat zeigt den ehemaligen Bundesinnenminister Horst Seehofer mit einer Augenklappe auf dem rechten Auge. Es kritisiert auf satirische Weise Seehofers Umgang mit Rassismus bei der Polizei. Das Plakat hat dabei die Anmutung eines offiziellen Werbeplakates, so wie das beim Adbusting, also dem Verändern von Werbeplakaten und dem künstlerischen Spiel mit der Verfälschung üblich ist. Als Text steht auf dem Plakat: ‚Augenklappe ‚Korpsgeist‘. Die einfache Lösung gegen Rechtsextremismus! Der rechte Rand verschwindet sofort! 100% blickdicht! Undurchlässig für Aufklärung! Macht Studie zu rassistischer Polizei überflüssig!‘ Darunter ist in typischer Polizeischrift der Hashtag #Polizeiproblem zu sehen.“

Dies Irae finanziert sich zum Teil aus Spendengeldern. Dazu ruft das Kollektiv gelegentlich zu Crowdfunding-Kampagnen auf. 2017 wurde die Gruppe durch die Biermarke Quartiermeister mit 1.000 Euro gefördert.

## Aktionen
Dies Irae führt bundesweit in unregelmäßigen Abständen Guerilla-Aktionen durch, bei denen das Kollektiv Werbung auf öffentlichen Werbeflächen abwandelt oder mit nicht autorisierten Plakaten überhängt. Einige Beispiele für ihre Aktionen sind:
- Juli 2015: Plakatreihe gegen Rechtsextremismus, aufgehängt an Bushaltestellen in der sächsischen Stadt Freital[2]
- April 2016: Plakat zum Streit um den Satiriker Jan Böhmermann und den türkischen Präsidenten Recep Tayyip Erdoğan, aufgehängt vor der türkischen Botschaft in Berlin: „#mimimimimimimimimimimimimimimi“[18]
- März 2021: Plakat über den damaligen Bundesinnenminister Horst Seehofer: „#Polizeiproblem“[14]
- Juni 2022: Plakat über den ehemaligen deutschen Bundeskanzler Gerhard Schröder: „Skandal um 77-jährigen Hannoveraner“[19][20]
- September 2022: Abwandlung eines FDP-Wahlplakates mit dem Finanzminister Christian Lindner zu dem Thema 9-Euro-Ticket: „Kein Geld für ÖPNV? Sollen sie doch Porsche fahren.“[21]
- Oktober 2024: Plakat mit abgewandeltem Oktoberfest-Motiv im Geolino-Design, das die Gefahren von Alkohol, speziell für Jugendliche und Kinder, persifliert.[22]
- November 2024: Plakat mit einem vermeintlichen Titel von Der Spiegel („Der Flegel“) und einem Bild von Thomas Gottschalk, auf dem  kontroverse Aussagen aus seinem letzten Buch und aus Interviews thematisiert wurden.[23]

## Strafrechtliche Verfolgung
Wegen ihrer Aktionen wurde Dies Irae in einigen Fällen von den betroffenen Unternehmen verklagt. Zum Teil erstatten die Betroffenen Strafanzeige unter anderem wegen Sachbeschädigung, Diebstahl von Plakaten und Beleidigungen. Die Verfahren haben bisher nicht zu Verurteilungen gegen die beschuldigten Mitglieder der Gruppe geführt. So ermittelte die Staatsanwaltschaft Wiesbaden 2021 aufgrund des Plakates „#Polizeiproblem“ über den ehemaligen Bundesinnenminister Horst Seehofer gegen Mitglieder der Gruppe wegen „verfassungsfeindlicher Verunglimpfung“. Im Zuge des Verfahrens wurden DNA-Spuren und Fingerabdrücke sichergestellt. Das Verfahren wurde jedoch im Jahr 2022 nach § 170 Abs. 2 StPO eingestellt, da kein hinreichender Tatverdacht bestand.

## Referenzen
1. 1 2  Verena von Keitz: Dies Irae: Berliner Aktivist modifiziert Werbebotschaften. (mp3-Audio; 7 MB; 7:56 Minuten) In: Deutschlandfunk Nova. 1. September 2015, abgerufen am 13. August 2024 (Interview mit Dies Irae).
Verena von Keitz: Werbebotschaften okkupieren. In: Deutschlandfunk Nova. 1. September 2015, abgerufen am 23. Juni 2024.
2. 1 2  Hannah Knuth: Guerilla-Aktion in Freital: „Nazis essen heimlich Falafel“. In: spiegel.de. 24. Juli 2015, abgerufen am 4. Juli 2024.
3. 1 2  Designblicke: Dies Irae (Adbusting): Julia Meer im Gespräch mit Dies Irae (Adbusting). In: mkg-hamburg.de. Abgerufen am 13. August 2024.
4. ↑  Massimo Maio: Ermittlungen wegen Seehofer-Plakat – „Peinliche Posse für den Staat“: „Dies Irae“ im Gespräch. (mp3-Audio; 6,5 MB; 7:06 Minuten) In: Deutschlandfunk-Kultur-Sendung „Kompressor“. 16. März 2022, abgerufen am 4. Juli 2024 (Zusammenfassung; html).
5. ↑  Lars Becker: Plakate mit Gerhard-Schröder-Kritik in Uelzen aufgehängt. In: az-online. 3. Mai 2022, abgerufen am 4. Juli 2024.
6. ↑  Kardinal Schönborn meditiert über Mozart-Requiem. In: katholisch.at. 2. November 2021, abgerufen am 4. Juli 2024.
7. ↑  Hyun-Ho Cha: „Stadtschmutz“-Plakat verspottet Dortmunds Rechtsextreme. In: wr.de. 13. August 2015, archiviert vom Original am 13. August 2024; abgerufen am 13. August 2024.
8. ↑  Jens Joachim: 9-Euro-Ticket-Aktion in Darmstadt: Hier ist sogar Lindner für die Fortsetzung. In: fr.de. 30. August 2022, abgerufen am 4. Juli 2024.
9. ↑  Nadja Öffner: Fake-Plakate von FDP-Chef Lindner in Stuttgart – „Kein Geld für ÖPNV? Sollen sie doch Porsche fahren“. In: merkur.de. 23. September 2022, abgerufen am 4. Juli 2024.
10. ↑  Linus Knappe: Interview mit Dies Irae. In: FETZ. Plakatmagazin der Hochschule Düsseldorf. Nr. 2. Hochschule Düsseldorf, 2024, ISSN 2748-1409, DNB 1253822875.
11. 1 2  Jonas Mayer: Aktivist über Adbusting: „Die Leute sind irritiert“. In: taz.de. 28. April 2018, abgerufen am 23. Juni 2024.
12. 1 2  Tom Waurig: Kunst als Handarbeit – Unterwegs mit Dies Irae. In: VETO Magazin. 16. April 2019, abgerufen am 4. Juli 2024.
13. ↑  Dies Irae: Hoffentlich werden sich Opfer von krassen Beleidigungen und Morddrohungen künftig nicht mehr von der Polizei mit einem „da können wir leider nichts machen“ abwimmeln lassen. In: X (ehemals Twitter). 23. Oktober 2021, abgerufen am 5. Juli 2024.
14. 1 2 3  Markus Reuter: Satire zu #Polizeiproblem: Einschüchternde Ermittlungen wegen Seehofer-Plakat. In: netzpolitik.org. 9. März 2022, abgerufen am 8. Juli 2024.
15. ↑  Plakat-Support für Aktionsgruppe DIES IRAE. In: GoFundMe. Abgerufen am 18. Juli 2024.
16. ↑  Dies Irae: Mehr Plakate? Das geht! Bei genug spenden,… In: Facebook. Abgerufen am 18. Juli 2024.
17. ↑  Dies Irae. In: Quartiermeister. Zum Wohle aller. 1. Oktober 2017, abgerufen am 12. Juli 2024.
18. ↑  Dieses Plakat steht vor der türkischen Botschaft – und dürfte Erdogan ärgern. In: stern.de. 13. April 2016, abgerufen am 23. Juni 2024.
19. ↑  Thomas Schubert und Alexander Rothe: Falsche Reklame an U-Bahnhof kritisiert Gerhard Schröder. In: morgenpost.de. 10. Juni 2022, archiviert vom Original am 3. Juni 2022; abgerufen am 23. Juni 2024.
20. ↑  Marie Bonnet: Dortmund: „Skandal“-Plakate mit Gerhard Schröder aufgetaucht – DAS steckt dahinter. In: Der Westen. 1. Juni 2022, abgerufen am 23. Juni 2024.
21. ↑  Werbeflächen „gekapert“: „Sollen sie doch Porsche fahren“. In: sueddeutsche.de. 2. September 2022, abgerufen am 23. Juni 2024.
22. ↑  Zum Wiesn-Ende: Guerilla-Plakate zeigen kotzendes Münchner Kindl. In: in-muenchen.de. 7. Oktober 2024, abgerufen am 8. Oktober 2024.
23. ↑  Guerilla-Aktion in Köln: Plakate bezeichnen Gottschalk als "Der Flegel". 28. Oktober 2024, abgerufen am 25. November 2024.
24. 1 2  Rudolf Klöckner: Dies Irae Adbustings vor Gericht. In: Urbanshit. 7. Oktober 2019, abgerufen am 4. Juli 2024 (deutsch).
25. ↑  Thilo Eggerbauer: Unverhältnismäßigkeit der Mittel. In: sueddeutsche.de. 8. September 2020, abgerufen am 4. Juli 2024.
26. ↑  Markus Reuter: Ermittlungen wegen Seehofer-Plakat eingestellt. In: Netzpolitik.org. 22. Juli 2022, abgerufen am 5. Juli 2024.